# Lista över universitet i Somalia
Universitet i Somalia: Listan visar Somalias universitet.

## Universitet iMogadishu
- University of Somalia
- Mogadishu University
- Plasma University
- Banader university
- Al-Furqan University
- Somali Institute Of Management and Administration Development
- St Clements University
- Nilen University
- Al-Alum and Technology University
- Somalia National University
- Madinah University
- Benadir University

## Universitet iSomaliland
- Hargeisa University (Hargeisa)
- Gollis University (Hargeisa)
- Somaliland University of Technology, SUTECH (Hargeisa)
- Burao University (Burco)

## Universitet i andra städer
- East Africa University (Bosaso Puntland)
- Kismayo University (Kismayo)
- Puntland State University
- Somalia National University
- Bosaso University
- Nugaal University, Las Anod
- University of Gedo, Bardera
- University of Southern Somalia, Baydhabo
- Hiiraan University, Beledweyne
- Bosaso College (Bosaso, Puntland)

## Universitet under uppbyggnad
- Baydhabo University Baydhabo
- Omar Hashi International University (Hargeisa, Somaliland)